# 世界ろう連盟
世界ろう連盟（World Federation of the Deaf、WFD）は、聾者の権利を守る目的で1951年にイタリアのローマで設立された世界聾者運動団体であり、非政府組織である。4年ごとに役員改選が行われ、理事会および世界ろう者会議(World Congress of the Deaf)が開かれる。現在、約120カ国の全国聾者団体が加盟しており、アフリカ、アジア、ラテンアメリカなどに地域事務局が置かれている。国連の諮問機関としての役割をもつ。なお、国連のマークをロゴに応用したのが世界ろう連盟だけとされる。障害者権利条約の採択に際して、国際障害連盟の一員としてロビー活動も行った。
運動団体として世界各国で手話を使うろう者の権利を推進している。会議言語として国際手話と英語と定めてあるが、国際手話の普及には消極的と言われている。それは、アフリカなど開発途上国では自国の手話の地位が弱いため、できるだけ自国の手話を発展させるように奨励している理由による。また聾者団体ができていない国に対しては先進国が専門家を派遣して援助している。
日本が世界ろう連盟に加盟したのは1959年である。1991年にはアジアで初めて東京で世界ろう者会議が開催され、6,000名を超える国内外の参加を得た。同時に全日本ろうあ連盟役員が理事に選ばれた。それからおもにアジア地域事務局を通して海外への援助に貢献するようになる。

## 世界ろう者会議
開催年と開催地
| 回 | 年     | 開催国         | 開催都市         | テーマ                                            | 備考                 |
| -- | ------ | -------------- | ---------------- | ------------------------------------------------- | -------------------- |
| 1  | 1951年 | イタリア       | ローマ           | （テーマ無し）                                    |                      |
| 2  | 1955年 | ユーゴスラビア | ザグレブ         | （テーマ無し）                                    |                      |
| 3  | 1959年 | 西ドイツ       | ウィースバーデン | （テーマ無し）                                    |                      |
| 4  | 1963年 | スウェーデン   | ストックホルム   | （テーマ無し）                                    |                      |
| 5  | 1967年 | ポーランド     | ワルシャワ       | The Deaf Among Hearing Persons                    |                      |
| 6  | 1971年 | フランス       | パリ             | The Deaf Person in the World in Evolution         |                      |
| 7  | 1975年 | アメリカ合衆国 | ワシントンD.C.   | Full Citizenship for All Deaf People              | アメリカ初の開催地   |
| 8  | 1979年 | ブルガリア     | ヴァルナ         | The Deaf People in Modern Society                 |                      |
| 9  | 1983年 | イタリア       | パレルモ         | Deafness Today & Tomorrow : Reality & Utopia      |                      |
| 10 | 1987年 | フィンランド   | エスポー         | One World - One Responsibility                    |                      |
| 11 | 1991年 | 日本           | 東京             | Equality and Self-Reliance                        | アジア初の開催地     |
| 12 | 1995年 | オーストリア   | ウィーン         | Towards Human Rights                              |                      |
| 13 | 1999年 | オーストラリア | ブリスベン       | Diversity and Unity                               | オセアニア初の開催地 |
| 14 | 2003年 | カナダ         | モントリオール   | Opportunities & Challenges in the 21st Century    |                      |
| 15 | 2007年 | スペイン       | マドリード       | Human rights through Sign language                |                      |
| 16 | 2011年 | 南アフリカ     | ダーバン         | Global Deaf Renaissance (http://www.wfd2011.com/) |                      |
| 17 | 2015年 | トルコ         | イスタンブール   |                                                   |                      |
| 18 | 2019年 | フランス       | パリ             |                                                   |                      |
| 19 | 2023年 | 韓国           | 済州島           |                                                   |                      |
| 20 | 2027年 | ＵＡＥ         |                  |                                                   |                      |